# Sainte-Sigolène
Sainte-Sigolène – miejscowość i gmina we Francji, w regionie Owernia-Rodan-Alpy, w departamencie Górna Loara.
Według danych na rok 1990 gminę zamieszkiwało 5236 osób, a gęstość zaludnienia wynosiła 171 osób/km² (wśród 1310 gmin Owernii Sainte-Sigolène plasuje się na 32. miejscu pod względem liczby ludności, natomiast pod względem powierzchni na miejscu 209.).